# 吉田たかよし プラス!
吉田たかよし プラス!（よしだたかよしプラス）は、文化放送の平日朝のワイド番組。2006年4月3日から2007年3月末まで放送。
元・NHKアナウンサーで、現職の医師である吉田たかよしが、メインパーソナリティを務める異色の情報番組。
番組内のAGF Dr.たかよしの健康クリニックのコーナーは、企画・構成・放送台本の作成までをパーソナリティ自身が、一人で担当した。
現在は、同じく文化放送のインターネットTV番組、「ドクターたかよしの吉田健康クリニック」に引き継がれている。

## 放送時間
- 毎週月 - 金曜 6:30 - 8:30

## パーソナリティ
- 吉田たかよし - 番組内では「アナウンサードクター」
- 神原智己（元札幌テレビアナウンサー） - 番組内では「情報クリッカー」

## タイムテーブル
- 6:30：オープニング
- 6:30：エルフモーニングダッシュ （いすゞ自動車、及び関東地区いすゞ自動車エルフ販売店グループ提供）
  - 6:35：今日のニュース／スポーツニュース／芸能ニュース　
    - ネット局:ABS、RFC、BSN、BSS、KRY、RNC、RNB、OBS、MRT

  - 6:53：今日の占い
- 7:00：7時のニュース＆スポーツニュース／天気予報／交通情報
- 7:10：吉田式 ニュース要点整理
- 7:20：特集プラス！（水曜は石森則和が担当。金曜は文化放送報道部員が週代わりで担当）
- 7:30：文化放送ニュース／天気予報／交通情報
- 7:35：情熱のスポーツ（文化放送スポーツアナウンサーが担当。木曜のみスポーツキャスターの須藤悟が担当）
- 7:40：トレンドのツボ 
  - コメンテーター
    - 月曜：絲山秋子（作家）　
    - 火曜：山本謙治（農産物流通・ITコンサルタント）
    - 水曜：山口京子（ファイナンシャルプランナー）
    - 木曜：神原智己のホビー情報（2007年2月1日～）
      - 藤木千穂（文化放送アナウンサー、～2007年1月25日）

    - 金曜：神原智己の最新エンタメ情報（2006年10月6日～）
      - 太田正仁（リクルート「R25式モバイル」副編集長、～2006年9月29日）
- 7:45：武田鉄矢・今朝の三枚おろし （NRN）
- 7:56：デイリーマーケット情報
- 8:00：文化放送ニュース／天気予報／交通情報
- 8:05：ミュージックタイムマシン
- 8:15：AGF Dr.たかよしの健康クリニック （このコーナーは、後継番組の「吉田照美 ソコダイジナトコ」でも継続し、「吉田健康～あなたのドクターたかよしです」として放送されている。AGF提供は変わらず）
- 8:20：いすゞ お父さん・お母さんへの手紙（制作:CBC）
- 8:25：天気予報／交通情報／エンディング

※2007年1月2日と1月3日は、7:30より箱根駅伝の実況中継が放送されたため、7:10以降のコーナーが、ネット番組（今朝の三枚おろし・お父さん・お母さんへの手紙）と健康クリニックのみ放送された。

## 7時台コメンテーター
※7時の時報前から「特集プラス!」のコーナーまでの出演
- 月曜：鈴木敏夫（文化放送報道部デスク）
- 火曜：山口一臣（「週刊朝日」編集長）
- 水曜：伊藤真（伊藤塾・塾長）
- 木曜：水道橋博士（浅草キッド）
- 金曜：山本一太（自民党参議院議員）